# Real Club de Regatas de Alicante
El Real Club de Regatas de Alicante (RCRA) es un club náutico situado en Alicante (Comunidad Valenciana, España). Es uno de los clubes más antiguos e importantes de España, y pertenece a la Asociación Española de Clubes Náuticos (AECN).

## Historia
El RCRA fue fundado el 23 de abril de 1889 en la playa del Postiguet. En 1890 traslada sus instalaciones al puerto de Alicante, a la llamada "Casa de Botes". El 6 de octubre de 1900, la Reina Regente, en nombre de Alfonso XIII, concede el título de "Real" al Club de Regatas de Alicante y otorga un premio para las competiciones organizadas por el Club.

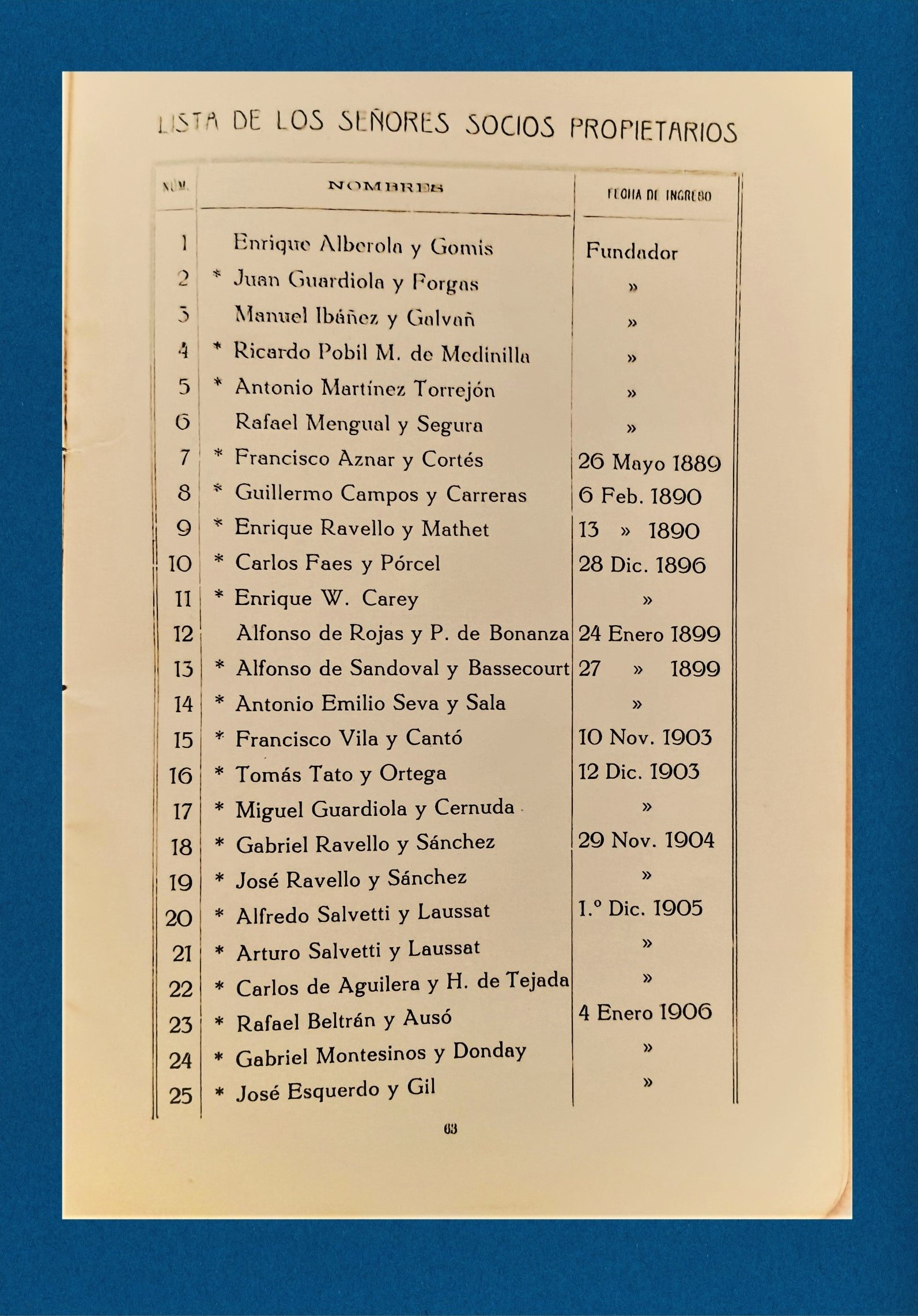
Reglamento RCRA 1912 - pag 63 lista socios - imprime la Soc. Levantina Artes Gráficas

## Instalaciones
El RCRA ofrece a sus socios un edificio social con restaurante, bar, vestuarios, gimnasio, sauna, piscina, lavandería, servicio médico, aparcamiento, tienda de productos oficiales, farmacia, hotel y peluquería. El club tiene acceso a playa, rampa, grúa, área de encarenaje, almacén, muelle de espera, surtidor de combustible, pórtico, talleres, tinglado, y 402 amarres.

## Actividad deportiva
El RCRA ofrece un completo calendario de pruebas y cursos en las diferentes secciones deportivas del club, vela, remo y pesca. Entre sus deportistas destaca el medallista olímpico Francisco Sánchez Luna. En 2023, el yate "Tanit IV Medilevel" ganó el Campeonato de España de Cruceros.

## Premios, reconocimientos y distinciones
- Finalista a Mejor Club Deportivo de la Provincia de 2014 en los Premios Deportivos Provinciales de la Diputación de Alicante (2015)[4]